# Kőrössy János
Kőrössy János (románul: Ianci Korossy) (Kolozsvár, 1926. december 26. – Bukarest 2013. január 21.) magyar származású román, majd amerikai dzsesszzongorista. 2006-ban a Román Televízió A 100 legnagyobb román című műsorában a nézők szavazatai alapján az 53. helyre sorolták.

## Élete
Romániában végzett zenei tanulmányai után triót alapított, ami etno-jazz stílust játszott.
Népszerű volt Közép-Európában, Magyarországon lemeze is megjelent (János Kőrössy és együttese – 1964, Qualiton LPX 7301), gyakori szereplője volt magyar rádió- és tévéműsoroknak. 1969-ben Amerikába emigrált, emiatt Romániában többet nem beszéltek róla. Csak nyolcvanéves korában lépett fel újra Bukarestben.